# Like a Prayer (chanson de Madonna)
Pour l’article homonyme, voir Like a Prayer.
Singles de Madonna
Spotlight
(1988) Express Yourself
(1989)
Pistes de Like a Prayer
Express Yourself
(2)
Like a Prayer est une chanson de l'artiste américaine Madonna (Madonna Louise Ciccone) , issue de son quatrième album studio homonyme. Elle sort en single le 21 mars 1989 sous le label Sire Records en tant que premier single de l'album. La chanson apparaît aussi sur les compilations The Immaculate Collection (1990) et Celebration (2009). Écrite et produite en collaboration avec Patrick Leonard, Like a Prayer souligne une approche plus personnelle et plus artistique pour Madonna, plus que le reste de l'album. Elle veut une chanson plus mature et plus mesurée car elle a compris qu'elle avait besoin de satisfaire son audience et ses nouveaux fans. Selon elle, Like a Prayer parle d'une jeune fille passionnée dans l'amour de Dieu qu'elle considère comme l'unique figure mâle de sa vie. Tout en écrivant la chanson, Madonna a l'idée d'insérer des mots liturgiques mais change le contexte pour qu'il y ait plusieurs sens. Elle voulait qu'il y ait plusieurs sens entre la sexualité et la religion avec des paroles qui sont faciles à comprendre.
Like a Prayer est une chanson pop rock qui incorpore du gospel. La chanson prend un thème religieux mais est soutenue par une musique à thème sexuel. Cette chanson présente une chorale de gospel qui augmente l'aspect spirituel de la chanson tandis que la guitare lui donne un aspect plus sombre et plus mystérieux. La chorale est dirigée par Andraé Crouch, Bruce Gaitsch et Leonard. Les paroles s'inspirent de l'éducation catholique de Madonna et est une métaphore du rapport sexuel, contenant des doubles sens sur la fellation et l'orgasme. Like a Prayer reçoit de très bonnes critiques qui font l'éloge des paroles et de la voix de Madonna. Elle devient son septième numéro un dans le Billboard Hot 100 aux États-Unis mais est aussi numéro un en Australie, Canada, Irlande, Italie, Japon, Royaume-Uni et Suède et le top 5 des autres hit-parades mondiaux.
Like a Prayer est reconnue pour son clip qui a provoqué beaucoup de tumulte après sa diffusion. Tournée par Mary Lambert, la vidéo montre Madonna témoin d'un meurtre qui trouve refuge dans une église. Il incorpore plusieurs signes catholiques comme les stigmates ou les croix qui brûlent et le rêve de faire l'amour à un saint. Si les critiques l'apprécient, le Vatican condamne la vidéo aux côtés des groupes religieux et familiaux qui protestent contre ce scénario. La chanson est présente dans une publicité télévisée pour la marque Pepsi mais est plus tard retirée de la télévision à cause des protestations autour du clip et du boycott des produits de la marque. Le contrat de Madonna avec Pepsi est ainsi annulé même si elle peut recevoir ses rémunérations. Le clip de Like a Prayer est considéré comme le meilleur de la carrière de Madonna, par plusieurs critiques.
Madonna interprète la chanson lors de cinq tournées et plus récemment lors du Rebel Heart Tour en 2015 et aussi lors de concerts caritatifs comme le Live 8 et Hope for Haiti Now: A Global Benefit for Earthquake Relief. Plusieurs artistes reprennent Like a Prayer comme Mad'House dont la version a eu un certain succès en étant numéro un en Allemagne, Australie et Irlande. Elle est également reprise dans Glee lors d'un épisode dédié à Madonna. Like a Prayer est connue pour son impact sur la société à cause de la pagaille autour du clip et des différentes interprétations des paroles qui ont engendré plusieurs discussions entre écrivains et réalisateurs. Tout comme l'album, Like a Prayer est un tournant dans la carrière de Madonna car elle commence à être considérée comme une femme d'affaires efficace, quelqu'un qui sait comment vendre un concept. Le batteur est Jeff Porcaro.

## Contexte
L'année 1988 n'a pas été satisfaisante pour Madonna. Après l'échec commercial de son film Who's That Girl (1987), elle s'essaie au théâtre et joue dans la pièce Speed-the-Plow. Cependant, cette expérience lui apporte de la frustration et de la colère à cause des critiques défavorables. Son mariage avec l'acteur Sean Penn tourne au cauchemar. Elle pense que sa relation est irrécupérable. Ils divorcent en janvier 1989. Madonna fête ses trente ans, l'âge où sa mère est décédée. Couplé avec le récent divorce et ses combats personnels contre les valeurs religieuses, cela représente une grande tourmente pour elle. Comme elle le dit dans une interview pour Interview :

« Une fois que vous êtes catholique, vous êtes à jamais catholique – dans les termes de vos sentiments de culpabilité ou de remords quand vous péchez. Parfois j'ai ressenti beaucoup de culpabilité quand je n'en avais pas besoin, et pour moi c'est contraire à mon éducation catholique. Dans le Catholicisme, vous êtes un pécheur né et vous êtes un pécheur toute votre vie. Quoi que vous fassiez pour vous en échapper, le péché est toujours avec vous. C'est cette crainte qui me hante ; cela me raille et me peine à chaque moment. Ma musique est certainement la seule distraction que j'ai. »

Cependant, elle comprend que son public est de plus en plus nombreux. Il est temps pour elle de cesser d'attirer un public jeune mais son nouveau public qui lui permettra de subsister dans l'industrie du disque. En tant que femme instinctive, Madonna veut que son nouveau son soit judicieux et qui montre ce qui est en vogue. Ainsi, Madonna commence à chercher une nouvelle inspiration musicale dont elle a quelques idées en têtes : son récent divorce avec Sean Penn, sa famille, sa mère décédée et Dieu. Elle commence à réfléchir aux paroles de la piste titre et aussi aux thèmes des autres chansons qui se réfèrent à la médiation personnelle qu'elle n'a jamais exprimée au public si ouvertement et si catégoriquement. Elle commence à feuilleter ses journaux intimes et choisit. « Qu'est-ce-que j'ai voulu dire ? » se souvient-elle. « Je voulais que l'album et mes chansons parlent des choses de ma vie. C'était une période complexe de ma vie ».

## Développement
« J'ai un grand sentiment sur la culpabilité et le péché dans le Catholicisme qui s'est définitivement infiltré dans ma vie quotidienne, que je le veuille ou non. Et quand je fais quelque chose de mal, ou quand ce que je pense est mal... si je ne laisse pas quelqu'un savoir que j'ai fauté, j'ai toujours peur d'être punie. Je ne me repose pas avec moi-même. Et c'est quelque chose que vous devez sensibiliser pour être un catholique. La chanson et l'album [Like a Prayer] proviennent de ce malaise ; mes prières à Dieu, c'est beau et divin ».
Comme Madonna a réfléchi, les producteurs Patrick Leonard et Stephen Bray commencent individuellement à lui composer plusieurs pistes instrumentales et des idées musicales qui lui conviendraient. Les deux producteurs veulent apporter leurs propres styles dans le projet et leur première étape est de composer des musiques totalement différentes pour la chanson titre. Finalement, Madonna trouve que la musique que lui présente Leonard est plus intéressante et commence à travailler avec lui pour la chanson. Ensemble, ils écrivent et produisent la première piste qu'ils nomment Like a Prayer ; elle est la première chanson de l'album Like a Prayer. Madonna trouve l'idée pour interposer la musique de Leonard avec ses pensées, ils écrivent la chanson en trois heures. Elle se souvient de son enfance où elle avait l'habitude de jouer à un jeu avec ses frères et sœurs. Le jeu consistait à « assembler plusieurs images d'objets catholiques comme les burettes, surplis et hosties ». C'était leur catéchisme et leur façon d'apprendre la liturgie. Ainsi, le Catholicisme et ses symboles sont profondément imprimés dans son esprit et celui de sa fratrie. Elle décrit Like a Prayer comme la chanson d'une jeune fille passionnée « amoureuse de Dieu qui est pratiquement tout le temps sa seule figure masculine de sa vie ».
Lucy O'Brien explique dans son livre Madonna: Like an Icon l'origine de l'inspiration de la chanson. « Les catholiques croient en la transsubstantiation » ajoute Madonna. « Il n'y a pas que le vin et le pain d'hostie qui symbolise corps du Christ, ils sont le corps du Christ. Durant la messe, ils deviennent une chose. Ce n'est pas un rituel, ces objets ont un pouvoir transformant. Et chaque mot d'une prière a son sens précis. Ainsi Like a Prayer, entendant ou voyant ces objets m'emmène ailleurs. L'endroit où je suis heureuse. Je suis libre ». Tout en écrivant la chanson, Madonna a l'idée d'introduire des mots liturgiques dans les paroles, mais change le contexte dans lequel ils sont ajoutés pour donner plusieurs sens. Elle veut avoir une ambiguïté entre la sexualité et la religion avec des paroles qui sont faciles à comprendre. Mais cacher cette ambiguïté pourrait provoquer des réactions auprès du public. Leonard n'est pas convaincu de combiner religion et sexualité. Dans le livre de J. Randy Taraborrelli, Madonna: An Intimate Biography, il remarque qu'il y a eu quelques incidents avec le premier couplet de la chanson. Les paroles sont : « When you call my name, Its like a little Prayer, I'm down on my knees, I wanna take you there ». Quand Leonard entend ces paroles, il comprend tout de suite que le double sens se rapporte à une fellation. Il est atterré et demande à Madonna : « En aucun cas je ne travaillerai sur ces paroles, ils ont besoin d'autre chose. T'es folle ? » Madonna répond sèchement : « Si tu ne veux pas travailler, tu peux partir. Je ne changerai rien ».

## Enregistrement

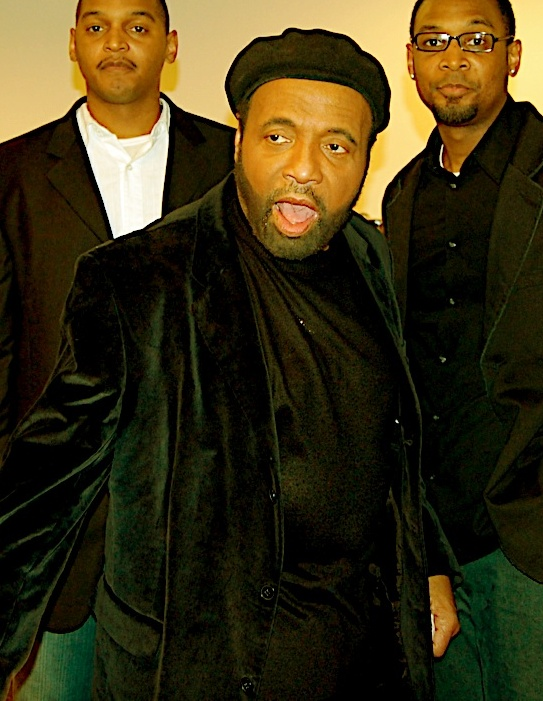
Andraé Crouch et sa chorale signent pour faire les chœurs. Crouch recherche les paroles pour voir qu'elles ne sont pas contre la religion.

Dans le livre Billboard Book of Number One Singles de Fred Bronson, Leonard remarque : « Une fois qu'elle est venue avec Like a Prayer, nous avons décidé de prendre un orgue d'église et d'ajouter une chorale. Cela pourrait être la chorale d'Andraé Crouch mais nous déciderons plus tard. Je pense que l'enregistrement était simple. Ce n'était pas quelque chose qui a duré des semaines ; c'est quelque chose qui a pris quelques heures ». Madonna et Leonard rencontrent Crouch et lui demandent s'il voulait bien ajouter sa chorale pour les chœurs. Crouch revient avec sa chorale et leur explique ce qu'ils doivent faire pour l'enregistrement. « Il sait ce qu'il doit faire et il leur dit ce qu'ils ont besoin de faire », dit Leonard. « Mais je sais ce qu'il invente comme nous le faisons. Il a écouté la démo de Like a Prayer dans sa voiture et il a pensé à voir où il mettrait sa chorale... et c'est très inspiré ». Cependant, les choses ne se déroulent pas comme Leonard les avaient prévues. Madonna, qui était déjà dépressive, fait une crise de nerfs dans le studio, là où la chanson devait être enregistrée. Leonard rappelle que Madonna était tendue à ce moment et qu'il y a une grande mésentente sur la production du pont de la chanson.
Alors que Madonna récupère, Leonard amène le guitariste Bruce Gaitsch et le bassiste Guy Pratt comme musiciens. Pratt amène d'autres batteurs qui pourraient arriver à Los Angeles dans les studios Jonny Yuma pour le premier jour de l'enregistrement. Cependant, ces personnes ont décommandé à la dernière minute, ce qui a irrité Madonna qui a commencé à crier et Leonard dit : « Si ce putain de batteur ne peut pas amener ces putains de batteurs, il ne jouera pas à mon putain de disque ». Pratt demande à Leonard de convaincre Madonna qu'il n'a pas démissionné. Leonard lui demande de raconter une blague pour la faire sourire et il l'a fait. Alors qu'ils commencent à enregistrer Like a Prayer, Pratt comprend qu'elle ne l'oubliera pas de sitôt ; elle continue à se moquer de lui, à l'appeler tard la nuit pour lui demander son opinion, à lui demander de venir urgemment au studio juste pour le faire démissionner. Au même moment, Leonard ramène plus de musiciens britanniques comme Chester Kamens, David Williams et Dann Huff. Il commente que le choix était délibéré car il était fan du rock britannique et voulait cette attitude et l'originalité des musiciens dans Like a Prayer et les autres chansons de l'album. Durant l'enregistrement, Madonna a une culture sur les différents instruments et sait lesquels sont capables de reproduire le son qu'elle a en tête.
Pratt se rappelle que lorsque le refrain du milieu a été enregistré, Madonna continue à chanter et informe qu'il doit y avoir quelques changements impératifs. Elle veut le batteur Jonathan Moffett pour « faire le charleston pendant le middle-eight et un fill jusqu'à la fin. Guy, je veux des rondes à la fin, et Chester, apporte ta guitare sur le second couplet ». L'équipe de production suit ses instructions, et l'un vient avec les voix et l'autre avec les cordes et ils l'ont fait. Gaitsch, qui est impressionné par la décision de Madonna, dit à Leonard : « C'est aussi bon que si c'était fait ». Il tique et elle répond : « Je suis sérieuse, c'est fait ». Durant le mixage de la chanson, Leonard pense que les bongos et les percussions latines seraient incompatibles avec la chorale de Crouch. Ainsi, il décide de ne pas en mettre. Crouch et sa chorale sont invités à faire les chœurs. Depuis que Crouch était le dirigeant de la chorale de l'église de Los Angeles, il recherche les paroles de la chanson car il veut « voir qu'elle est l'intention de cette chanson. Nous choisissons vraiment particulièrement avec qui nous voulons travailler, et nous aimons ce que nous entendons ».

## Structure musicale
Like a Prayer commence par le son d'une guitare qui est soudainement coupée pour laisser place à une chorale et un orgue. Madonna commence à chanter : « Life is a mystery, Everyone must stand alone, I hear you call my name, And it feels like home » et est suivie par le son de percussions. Quand les batteries arrivent avec un certain rythme, Madonna commence à chanter le premier couplet. Parfois, la chorale remplace la batterie ; les percussions reviennent au refrain. À ce moment précis, les guitares sont allumées et sont accompagnées d'une bassline. Rikky Rooksby, auteur de The Complete Guide to the Music of Madonna, commente que Like a Prayer est la chanson la plus complexe que Madonna a réalisée. Selon lui, cette complexité est encore plus grande après le second refrain, lorsque la chorale soutient les paroles de Madonna et qu'elle recommence à chanter depuis le début, mais elle est accompagnée cette fois-ci de synthétiseurs et de batteries. Lorsqu'elle chante : « Just like a prayer, your voice can take me there, Just like, I'm used to me, You're a mystery » des chœurs R'n'B s'ajoutent à la chorale. La chanson se termine par la répétition du refrain et le chant la chorale en fondu.
Le biographe J. Randy Taraborrelli remarque dans son livre Madonna: An Intimate Biography que les paroles de la chanson sont : « une série d'anomalies ». Avec l'inclusion de double sens dans les paroles, Like a Prayer devient actuellement une référence de la spiritualité/religion et de l'érotisme. Taraborrelli dit que la chanson sonne religieusement mais il y a un sous-entendu sexuel. Cela est ressenti par la chorale de gospel qui donne un côté très spirituel à la chanson tandis que les guitares conservent son côté sombre et mystérieux. O'Brien décrit comment les paroles montrent que Madonna reçoit une vocation de Dieu : « Madonna est sans vergogne la fille de sa mère–s'agenouillant seule dans une dévotion privée, contemplant le mystère de Dieu. Elle chante sur le choix, sur l'appel ». Rooksby note que la version de l'album inclut le bassiste Randy Jackson tandis que la version du single contient une introduction plus complexe doublée par un synthétiseur Moog. Like a Prayer est aussi remixée en chanson dance par Shep Pettibone pour la compilation The Immaculate Collection sortie en 1990. Selon la partition publiée par Musicnotes.com d'Alfred Publishing, Like a Prayer a une mesure à 4 temps et un tempo modéré de 120 pulsations par minute. Elle est composée dans la tonalité de Ré mineur et la gamme vocale s'étend des notes Fa5 à La3. Like a Prayer suit comme progressions d'accords Ré m, Do, Ré, Sol m et Ré lors du refrain et Ré m, Do, Mi, Do7, Si, Fa et La durant les couplets.

## Pochette du disque
Madonna choisit le photographe Herb Ritts pour la pochette de l'album Like a Prayer. Au début, les photos qu'elle faisait avec Ritts devaient servir à la pochette du single et de l'album. Elle porte une mousseline de soie mauve avec un crucifix au milieu et un jean avec des ceintures hippies. L'idée est de ne pas montrer le visage de Madonna et la photo se centre autour de son nombril. L'image qui est censée être utilisée pour la pochette du single est une photo floue de Madonna, qui souffle de la fumée sur elle-même tout en tenant une cigarette de la main gauche. Cependant, lorsqu'elle commence à tourner la vidéo, elle trouve que l'une des photos prises lors du tournage est très belle et décide d'en faire sa pochette. Une autre pochette a été utilisée pour le 45 tours : une peinture de son frère Christopher Ciccone. Il peint une madone avec une aura et du lierre ainsi qu'une fleur. Elle montre les lettres MLVC qui indique le vrai nom de la chanteuse, Madonna Louise Veronica Ciccone, avec la lettre P tombée près du cœur de la madone qui indique le récent divorce avec Sean Penn. Madonna est d'abord sceptique pour utiliser cette peinture à cause du tumulte qu'a causé le clip et ne veut pas s'en servir. Cependant, une fois que son frère lui présente sa version, où la peinture est parfumée au patchouli, elle est impressionnée.

## Accueil

### Critique
Like a Prayer reçoit principalement des critiques positives. Taraborrelli commente que la chanson « mérite chaque curiosité qu'elle a généré. Tout en étant maléfiquement dansante, la chanson montre aussi l'étrange capacité de Madonna à s'inspirer d'émotions fortes et contradictoires au cours d'une chanson, laissant les auditeurs se gratter la tête pour trouver des réponses et avoir envie de plus ». Stephen Holden de The New York Times parle de la ré-invention de l'image de Madonna et observe comment le son de Madonna a changé « de la simple dance-pop hurlante à la douceur du True Blue post-Motown et la pop parfaite de Like a Prayer ». O'Brien trouve que l'aspect le plus remarquable de Like a Prayer est l'utilisation de mots liturgiques. « Il y a plusieurs sens, forgeant la sexualité à travers de douces paroles pop. Mais sous-entend ce qui est une médiation rigoureuse de la prière. En quelques mots, Like a Prayer vous prend vraiment » conclut-elle. Ce point de vue est partagé par Mary Cross qui écrit dans sa biographie que « la chanson est un mélange du sacré et du profane. Il y a le triomphe de Madonna avec Like a Prayer. Son son est entraînant et dansant ».

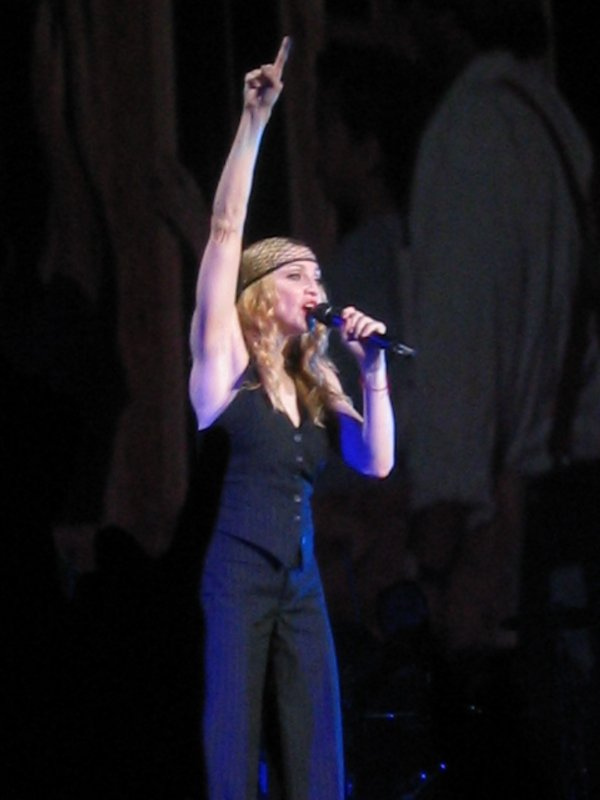
Madonna interprétant Like a Prayer lors du Re-Invention Tour en 2004. La chanson garde son côté gospel et Madonna demande à ses fans de chanter avec elle.

Michael Campbelle, auteur de Popular Music in America: And the Beat Goes On, trouve que « la mélodie de Like a Prayer coule dans des phrases ondulantes qui sont vraiment apaisantes à l'oreille ». Il compare le rythme de la chanson avec Higher Love de Steve Winwood. Rikky Rooksby, auteur de The Complete Guide to the Music of Madonna, pense que Like a Prayer est « musicalement la piste la plus complexe que Madonna n'a jamais enregistrée ». Le journaliste musical australien Toby Cresswell écrit dans son livre 1001 Songs: The Great Songs of All Time and the Artists, Stories and Secrets Behind Them que Like a Prayer est une très belle facture de dévotion sous l'aile de la pop parfaite. Dieu est ici la batterie. Georges-Claude Guilbert, auteur de Madonna as Postmodern Myth: How One Star's Self-Construction Rewrites Sex, Gender, Hollywood and the American Dream remarque qu'il y a une polysémie dans Like a Prayer et qu'il est clair que « la femme qui chante en s'adressant à Dieu, ou son amant, et ce faisant, Madonna obtient la carte blanche pour devenir sa propre divinité. Chaque fois que quelqu'un appelle son nom, il fait allusion à la chanson ».
Stephen Thomas Erlewine d'AllMusic trouve la chanson « envoûtante » et trouve qu'elle affiche un sens dominant de la versification de Madonna. Cavin Edwards de Rolling Stone trouve que la chanson, qui est « glorieuse », est un match de catch entre le sacré et le profane. Il ajoute : « Dans une carrière [comme celle de Madonna] remplie de moments transgressifs, Like a Prayer est la plus transgressive et la plus irrésistible ». Jim Farber d'Entertainment Weekly commente que « la chanson gospel démontre que son écriture et sa prestation ont été élevées à des hauteurs célestes ». Lors d'une critique pour la compilation The Immaculate Collection, David Browne d'Entertainment Weekly écrit que la chanson « a une texture lumineuse et mousseuse qui ajoute de l'émotion à ses paroles spirituelles ». Sal Cinquemani de Slant Magazine est impressionné par la chanson et dit : « Like a Prayer grimpe des hauteurs comme aucune autre chanson pop ne l'a fait auparavant ou après. Comme la plupart des chansons de l'album, la production brillante de la piste donne un pouvoir au-delà des studios soniques, et si la révérence de Like a Prayer ressemble à une expérience religieuse, il n'y a pas de coïncidence ».

### Commercial

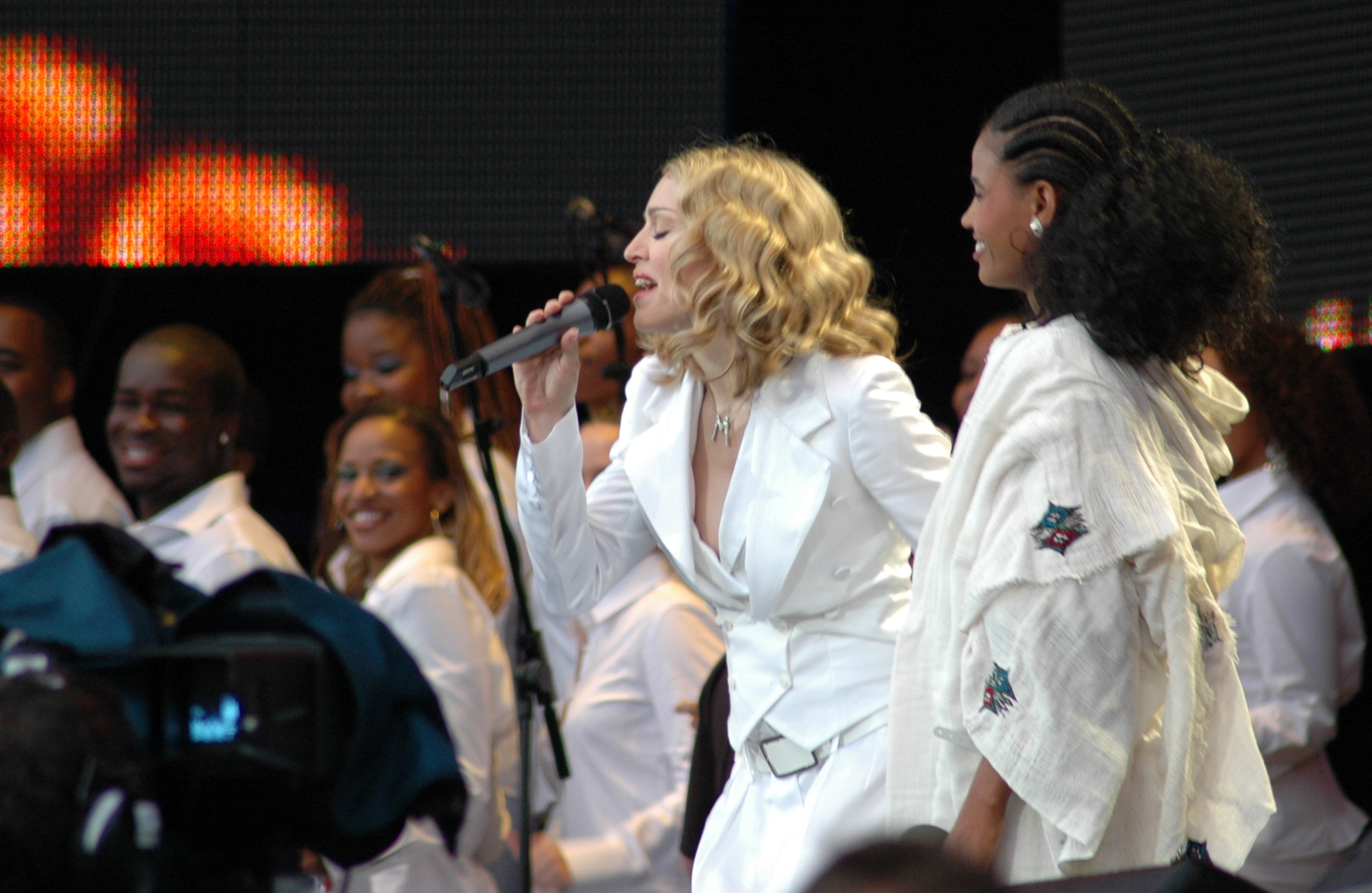
Madonna chante la même version de la chanson durant le Re-Invention Tour et le Live 8 au Hyde Park en juillet 2005.

Aux États-Unis, après sa sortie, Like a Prayer entre à la 38e du Billboard Hot 100 et arrive numéro un dans la semaine du 22 avril 1989,. Elle y reste pendant trois semaines avant d'être remplacée par I'll Be There for You de Bon Jovi,,,. Elle est aussi numéro un dans le Hot Dance Music/Club Play et atteint la troisième place du Hot Adult Contemporary Tracks et la vingtième position du Hot R&B/Hip-Hop Songs. Like a Prayer est la 25e chanson la plus vendue de l'année 1989 aux États-Unis et est certifiée disque de platine par la Recording Industry Association of America (RIAA) en mai 1989 pour la vente d'un million d'exemplaires,. Selon Nielsen Soundscan, la chanson a été téléchargée à 443 000 exemplaires en avril 2010, devenant la chanson de Madonna la plus téléchargée depuis 2005. Au Canada, la chanson devient numéro un au bout de neuf semaines. Elle reste présente dans le hit-parade pendant seize semaines et est la chanson la plus vendue de l'année 1989,.
En Australie, Like a Prayer débute à la troisième du classement ARIA Singles Chart le 19 mars 1989. La semaine suivante, elle est numéro un et le reste pendant cinq semaines,. Elle reste dans le classement pendant 22 semaines et est certifiée double disque de platine par l'Australian Recording Industry Association (ARIA) pour la vente de 140 000 exemplaires. Like a Prayer est le single le plus vendu de l'année 1989. En Nouvelle-Zélande, la chanson a quasiment le même succès qu'en Australie, elle débute à la troisième position du hit-parade et est numéro un la semaine suivante. Elle reste dans le classement pendant treize semaines. Like a Prayer entre aussi dans le hit-parade japonais en y restant deux mois et occupe la trentième place du classement Oricon.
Like a Prayer sort le 6 mars 1989 au Royaume-Uni et entre à la seconde place du UK Singles Chart avant de rester numéro un pendant trois semaines,. Madonna devient l'artiste qui a le plus de numéros un au Royaume-Uni dans les années 1980 avec six numéros un. Like a Prayer devient la dixième chanson la plus vendu de l'année 1989 dans le pays et la British Phonographic Industry (BPI) la certifie disque d'or pour la vente de 400 000 exemplaires,. Selon l'Official Charts Company, la chanson s'est vendue à 550 000 exemplaires. En France, la chanson atteint la seconde position du classement et est certifiée disque d'argent par le Syndicat national de l'édition phonographique (SNEP) pour la vente de 200 000 exemplaires. En réalité, la chanson s'est vendu à 478 000 exemplaires,. Like a Prayer est aussi numéro un en Allemagne, Belgique, Irlande, Norvège, Pays-Bas, Suède et Suisse. Il est le cinquième numéro un de Madonna dans le classement européen, atteignant cette place le 25 mars 1989 et y reste pendant douze semaines. Après l'épisode de Glee, La Puissance de Madonna, Like a Prayer entre à nouveau dans le classement et atteint la 47e le 15 mai 2010. La chanson se vend à plus de cinq millions d'exemplaires dans le monde.

## Clip vidéo

### Genèse

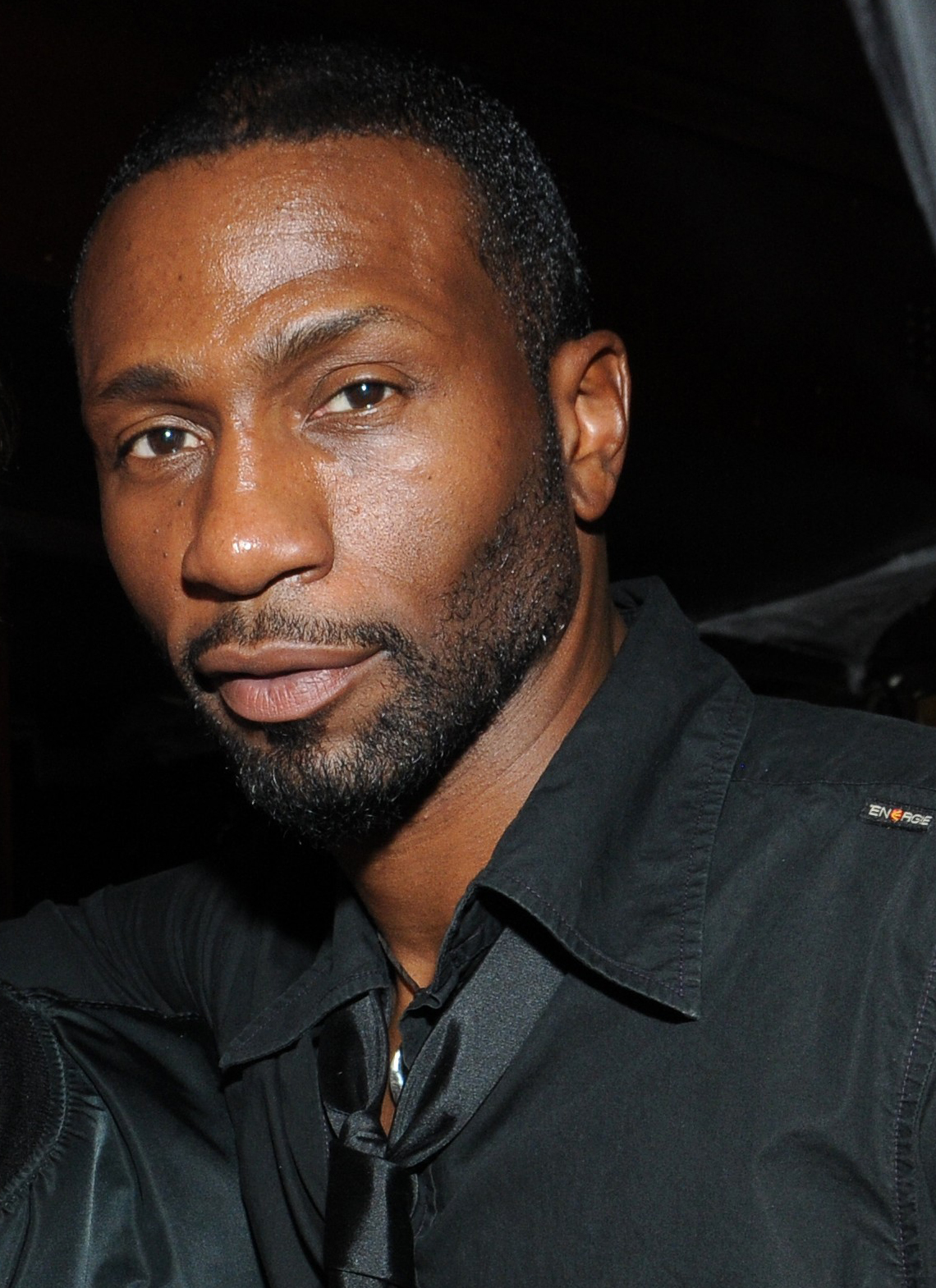
L'acteur Leon Robinson joue le rôle d'un saint. Il s'inspire de Martín de Porres, le saint patron multiracial qui cherchait une harmonie interraciale.

Le clip est réalisé par Mary Lambert, qui a déjà travaillé avec Madonna sur Borderline, Like a Virgin, Material Girl et La Isla Bonita. Il est tourné aux Raleigh Studios à Hollywood et aux San Pedro Hills à San Pedro. Madonna veut que ce clip soit encore plus provocateur qu'auparavant parce que selon elle « elle a toujours voulu faire mieux ». Depuis qu'elle a touché à la grossesse à l'adolescence dans le clip de Papa Don't Preach, elle décide de toucher au racisme dans le clip de Like a Prayer en représentant un couple mixte tué par le Ku Klux Klan. Cependant, voulant garder les connotations religieuses, elle décide d'utiliser un autre thème provocateur. Quand Madonna enregistre cette chanson, elle la rediffuse encore et encore pour voir quelle imagination et quel sens cela lui évoque. Elle imagine le scénario :

« Ce serait l'histoire d'une fille qui serait follement amoureuse d'un homme noir, dans le Sud, avec cette relation mixte interraciale. Et cet homme chanterait dans une chorale. Elle serait obsédée par lui et irait tout le temps à l'église. Et cela deviendrait une grande histoire, qui serait sur le racisme et le fanatisme religieux... Mais Mary Lambert s'y implique, et elle arrive avec une histoire qui incorpore plus de symbolisme religieux que je l'ai écrit dans la chanson. »

Lambert voit un aspect différent de la chanson de Madonna. Elle trouve que la chanson parle plus d'extase, spécialement sur le sexe, et elle se relate sur l'extase religieuse. Ensemble, elles écoutent la chanson un nombre de fois et en concluent que l'extase religieuse doit être traitée. Madonna voudrait représenter l'acte sexuel sur l'autel dans la vidéo. Lambert décide aussi d'inclure une sous-histoire comme quoi Madonna est témoin d'un meurtre qui pourrait être un facteur déclencheur dans l'extase du scénario. L'acteur Leon Robinson joue le rôle d'un saint, le rôle s'inspire de Martín de Porres, le saint patron des personnes multiraciales qui cherchait une harmonie interraciale. Il dit : « C'était ma première expérience avec la vidéo et je suis contente d'avoir eu la chance de le faire avec les deux personnes que j'aime le plus–Mary Lambert et Madonna ».
La vidéo est tournée en quatre jours, avec un jour dédié à ré-enregistrer quelques scènes. Au début, Lambert et l'équipe décide qu'une statue de Leon serait mieux, donc ils prennent les mensurations du visage de Leon, de ses mains et ses pieds et font la statue. L'idée est qu'il joue seulement dans les scènes vivantes et que la statue serve de décoration. Cependant, après avoir tourné la vidéo, ils découvrent que la statue ne ressemble pas tout à fait à Leon, ainsi, il l'appelle à retourner quelques scènes avec la statue. Le but est de s'assurer que la statue ressemble à Leon–plus particulièrement quand il pleure. Cela exige un maquillage spécial et Leon doit rester immobile durant les périodes de tournage et les reprises. Leon se rappelle comment il est difficile de se tenir comme une statue : « La première des choses, je n'ai jamais réalisé comment il était difficile de rester absolument debout et droit sans bouger. Deuxièmement, vous avez cette énergie nerveuse et mes besoins étaient en totale antithèse avec cela ».

### Synopsis
La vidéo commence en montrant une jeune fille qui court dans la rue, jouée par Madonna, témoin d'un meurtre envers une jeune fille. Effrayée d'être rattrapée car elle pourrait être tuée, elle est terrifiée. Un homme noir descend la rue, il voit l'incident et décide d'aider la jeune femme. Mais la police arrive et l'arrête. Alors qu'ils l'emmènent, elle lève la tête et voit l'un des membres du gang qui a tué la fille. Il la regarde avec un regard menaçant et s'en va. La fille court jusqu'à ce qu'elle voit une église. Elle entre et voit un saint dans une cage qui ressemble beaucoup à l'homme qu'elle a vu dans la rue. Lors de la chanson, elle fait une prière pour trouver la bonne décision. Le saint semble pleurer mais la fille n'est pas sûre de son jugement et est toujours effrayée.
Elle s'allonge et commence à rêver, elle tombe du ciel et est rattrapée par une femme qui la relance et lui dit de prendre la bonne décision. Toujours en train de rêver, elle retourne vers le saint et ses sentiments religieux et érotiques se font sentir lorsque le saint devient l'homme arrêté par la police. Il donne un baiser sur le front de la fille et quitte l'église alors qu'un couteau tombe par terre. Elle le reprend et se coupe. Ensuite, la fille se met à danser devant des croix qui brûlent tout en chantant la chanson.
Au même moment, une chorale se met à chanter autour d'elle et elle atteint l'orgasme de son épanouissement sexuel qui s'entremêle avec son amour pour Dieu. Elle comprend que rien ne lui arrivera si elle fait le bon choix. La fille se lève et va à la prison pour dire à la police que l'homme est innocent ; ils le libèrent. La vidéo se termine avec une scène finale où elle danse devant les croix brûlées, et toutes les personnes qui apparaissent dans la vidéo reviennent tandis que le rideau se baisse.

### Publicité pour Pepsi
« Je considère cela comme un challenge de faire d'une publicité une sorte de valeur artistique. J'aime le challenge de combiner art et commerce. Aussi bien du fait que je sois concernée, faire une vidéo est commercial. Le spot de Pepsi est une façon différente et plus intéressante d'exposer un disque. Les maisons de disque ne veulent pas payer pour financer ce genre de publicité ».
En janvier 1989, alors que le clip de Like a Prayer est déjà filmé, Pepsi-Cola annoncent qu'ils ont signé un contrat de cinq millions de dollars avec Madonna pour utiliser Like a Prayer dans une publicité. Cet agrément engage également Pepsi à sponsoriser la prochaine tournée de Madonna. À cette époque, le contrat était très avantageux pour les deux côtés. Madonna voulait utiliser cette publicité pour lancer Like a Prayer avant même d'avoir sorti le single—la première fois dans l'industrie musicale que cela se déroule ainsi—ce qui provoquerait une promotion internationale pour le single et l'album à venir. Pepsi de leur côté, veulent que leur produit soit associé à Madonna qui est la plus grande pop star de l'époque. Alan Pottasch de Pepsi dit : « Le média achète sans précédent la sortie de ce single tant attendu qui mettra Pepsi avant tout dans les esprits des consommateurs. Mettre en vedette nos produits avec des célébrités mondiales dans des publicités créatives a toujours été de notre stratégie ». Cependant, les problèmes commencent avec le tournage de la publicité quand Madonna refuse de mettre le nom de Pepsi dans la publicité et regimbe à danser. Elle convainc l'équipe de Pepsi de ne pas tenir une cannette de leur marque dans sa main. « Comme convenu, la musique est diffusée en fond et la cannette de Pepsi est positionnée de façon subliminaire. La caméra fait une panoramique dessus, ce n'est pas une publicité trop promotionnelle ». Pepsi lance la campagne publicitaire le 22 février 1989, quand la compagnie risque d'avoir beaucoup de promotion avec la diffusion de la 31e cérémonie des Grammy Awards, indiquant l'arrivée du produit,. Une semaine plus tard, la vraie publicité arrivée sur The Cosby Show.
Intitulée Make a Wish, la publicité doit montrer Madonna faisant un flash-back pour se souvenir de son enfance. Il commence avec Madonna qui fête un de ses anniversaires. Comme elle s'en souvient, elle redevient une petite fille. La jeune Madonna erre jusqu'à la chambre de la grande Madonna tandis que l'autre danse avec ses amis d'enfance dans la rue et dans un bar. Plus tard, elle se rend à son école, et danse avec ses camarades de classe tandis que la jeune Madonna boit un Pepsi et regarde un poster. La publicité continue avec Madonna dansant dans une église, entourée d'une chorale et la petite fille retrouve la poupée avec laquelle avait l'habitude de jouer, dans la maison de la grande Madonna. Leurs deux vies sont interchangées, Madonna regarde la télévision et dit : « Vas-y, fais un vœu ». Les deux Madonna lèvent leur cannette de Pepsi l'une vers l'autre et la jeune Madonna souffle les bougies de son gâteau d'anniversaire. Environ 250 millions de téléspectateurs ont vu cette publicité réalisée par Joe Pytka. Todd Mackenzie, le porte-parole de Pepsi-Cola, dit que la publicité devait être diffusée simultanément en Europe, Asie, Australie et Amérique du Nord. « Chaque télé de la planète devrait voir cette pub » ajoute-t-il. Une autre version de trente secondes doit être diffusée durant l'été. Bob Garfield de Advertising Age observe que « De Turquie à El Salvador en passant par les États-Unis, environ 500 millions d'yeux sont scotchés à l'écran ». Leslie Savan de The Village Voice remarque que la publicité qualifie « l'hymne des capacités globales de l'âge des reproductions, elle célèbre les ambitions culturelles des sodas pop et des pop stars ».

### Accueil et protestations
Un jour après la diffusion de la publicité de Pepsi, le clip de Like a Prayer arrive sur MTV. Comme le fait remarquer Taraborrelli, « Madonna danse avec tellement d'exubérance dans la vidéo, comme si elle savait qu'elle allait semer la pagaille, et n'attendrais pas de voir comment cela se déroulerait ». Elle choque Pepsi et les médias—qui sont divisés—avec la vidéo. MTV dit qu'il s'agit de « la vidéo de Madonna la plus controversée ». Phil Kloer de Record-Journal trouve que si quelqu'un condamne cette vidéo comme raciste : « C'est condamnable à cause de l'utilisation de symboles du diable [les croix du Ku Klux Klan] dans le but de vendre des disques ». Jamie Portman de The Daily Shenectady Gazette remarque que « la vidéo est vulnérable de faire les frais d'une provocation flagrant dans le mélange calculé du sexe et de la religion ». David Rosenthal de The Spokesman-Review compare la vidéo avec les romans de Hermann Hesse. Resenthal explique : « Je n'ai pas compris [Hesse] dans ma jeunesse, je ne pense pas que je comprends [Madonna] maintenant. La différence est que vous pouvez danser sur Madonna... [La vidéo] est visuellement frappante et aussi entraînante qu'une chanson pop que vous pourrez toujours écouter ». Edna Gundersen de USA Today ne comprend pas le tumulte médiatique autour de la vidéo. Elle fait remarquer : « Madonna est une bonne fille dans la vidéo. Elle sauve quelqu'un. Quel est le gros problème derrière cela ? ». Chris Willman de Los Angeles Times complimente la vidéo pour montrer une chanson d'amour, plus que le blasphème. Il est plus intéressé sur les stigmates dans le clip.
Des groupes religieux du monde entier protestent contre la vidéo, en disant qu'il est blasphématoire envers l'image de la chrétienté. Ils appellent à faire le boycott des produits de Pepsi et PepsiCo ainsi que leurs chaînes Kentucky Fried Chicken, Taco Bell et Pizza Hut. Pepsi décident de continuer à diffuser leur publicité mais reviennent sur leur décision à la suite des protestations. Tandis que les compagnies essaient d'expliquer la différence entre leurs méthodes publicitaires et les opinions artistiques de Madonna, le pape se mêle à l'affaire et appelle à bannir Madonna de toute apparition en Italie. Les protestations d'une petite communauté chrétienne pousse la chaîne italienne RAI et la compagnie italienne WEA à ne pas diffuser la vidéo. Liz Rosenberg, porte-parole de Warner Bros. Records aux États-Unis, dit que ce n’était pas le but et montre aux directeurs de chaînes italiennes qui ne trouvent aucune raison de ne pas la diffuser. Selon Rosenberg, le clip devrait commencer à être diffusé d'ici deux semaines. Au même moment, Pepsi, inquiets à l'idée qu'ils ont payé des millions pour faire perdre beaucoup d'argent à la compagnie, cèdent face à la pression internationale. Ils ont retiré la publicité seulement deux jours après sa sortie. Pepsi ont aussi annulé le financement de la tournée de Madonna pour promouvoir Like a Prayer. Selon Taraborrelli, soulagés que Pepsi se soit retirée de l'aventure, ils ont laissé Madonna garder les cinq millions de dollars qu'elle avait avancés,.
Like a Prayer est considérée comme l'une des vidéos les plus notables de l'histoire, notamment par les critiques. En 2005, elle est numéro un de la liste « 100 Videos That Broke The Rules » pour le 25e anniversaire de MTV et le nomme « Most Groundbreaking Music Video of All Time, ». De plus, la vidéo est à la vingtième place de la liste « The 100 Top Music Videos » de Rolling Stone et à la deuxième place du classement VH1,. Le 27 novembre 2007, Fuse TV nomme Like a Prayer comme l'une des dix « Videos That Rocked The World ». Lors des MTV Video Music Awards de 1989, Like a Prayer est nommée dans les catégories « Choix du spectateur » et « Vidéo de l'année » mais ne remporte que la première. La cérémonie est sponsorisée par Pepsi et quand vient chercher son prix sur scène, elle ajoute : « Je devine que vous m'aimez vraiment... Je voudrais vraiment remercier Pepsi d'avoir causé tant de polémique ». Lors d'un sondage lancé en 2011 par Billboard, le clip est le second meilleur clip des années 1980 derrière Thriller de Michael Jackson.

### Thèmes et analyses

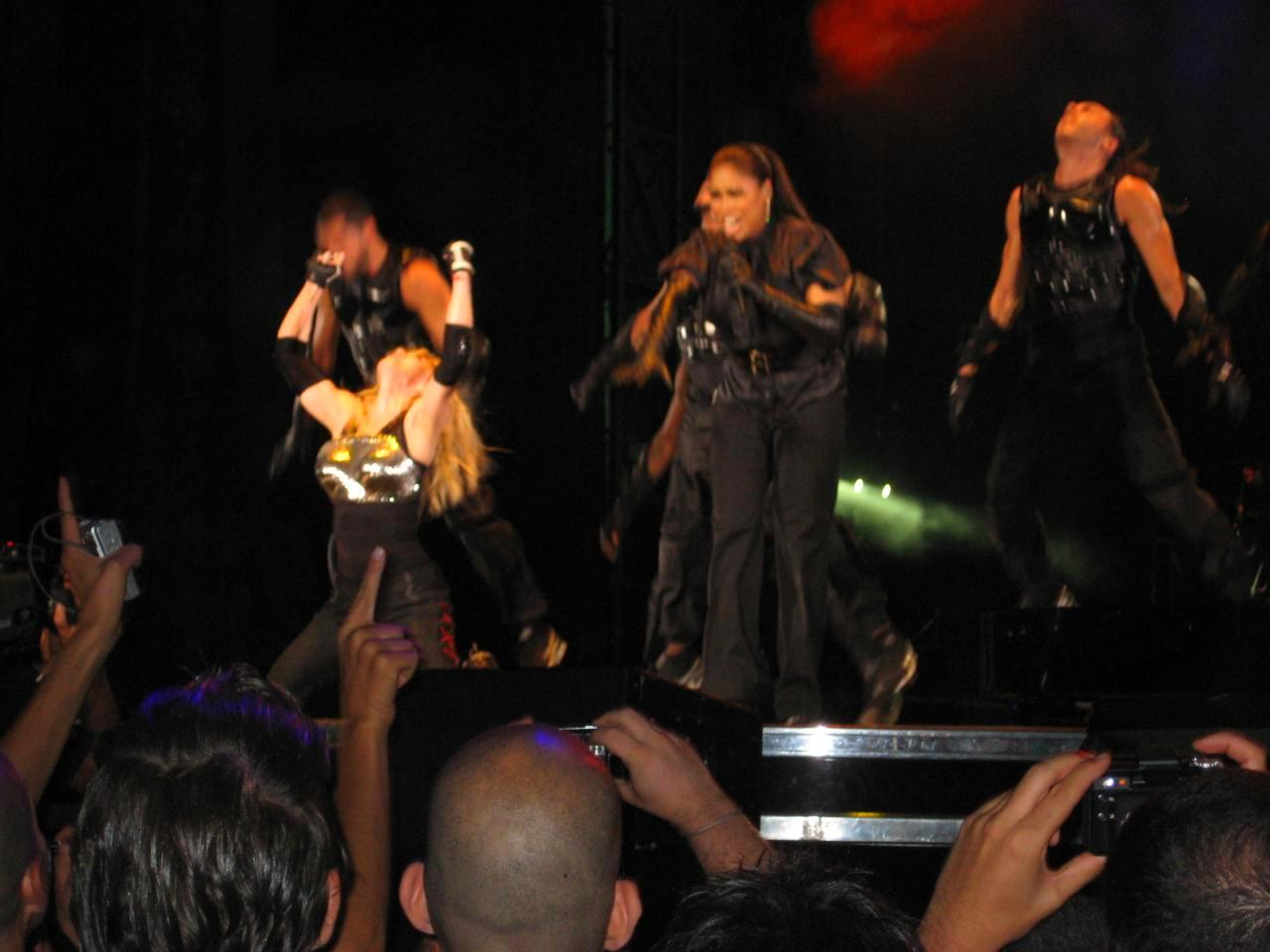
Madonna interprète Like a Prayer lors du Sticky & Sweet Tour en 2008-2009. Elle est soutenue par Nicki Richards, l'une de ses choristes.

Les écrivains ont essayé de trouver autant de sens que possible dans le clip ; les critiques sont divisés, autant dans le contenu de la vidéo que les interprétations qu'ils peuvent faire. Allan Metz, un des The Madonna Companion: Two Decades of Commentary trouve que les jeux de mots, les revers et la circularité de la vidéo se combinent avec les paroles qui sont vertigineuses. Ils remarquent que lorsque Madonna entre dans l'église au début de la vidéo, on entend la phrase « I hear you call my name, And it feels like.... Home ». Benson explique que l'un des thèmes majeurs de cette portion de la vidéo est l'admiration de Madonna envers la culture hispanique présente dans ses clips précédents. Les femmes de Spanish Harlem appellent leur église la casa di momma. Madonna se prend pour une femme de Harlem, mais réfère aussi son nom à la vierge retournant à l'église. Benson décrit : « Madonna devient la mère et l'enfant, l'intervenante divine et la suppliante terrestre ». Nicholas B. Dirks, auteur de Culture/power/history: a reader in contemporary social theory, explique comment Madonna tombant dans un rêve est un extrême important de la narration qui signifie que « Madonna ne se place pas vraiment le bon samaritain, mais s'imagine en tant que tel ».

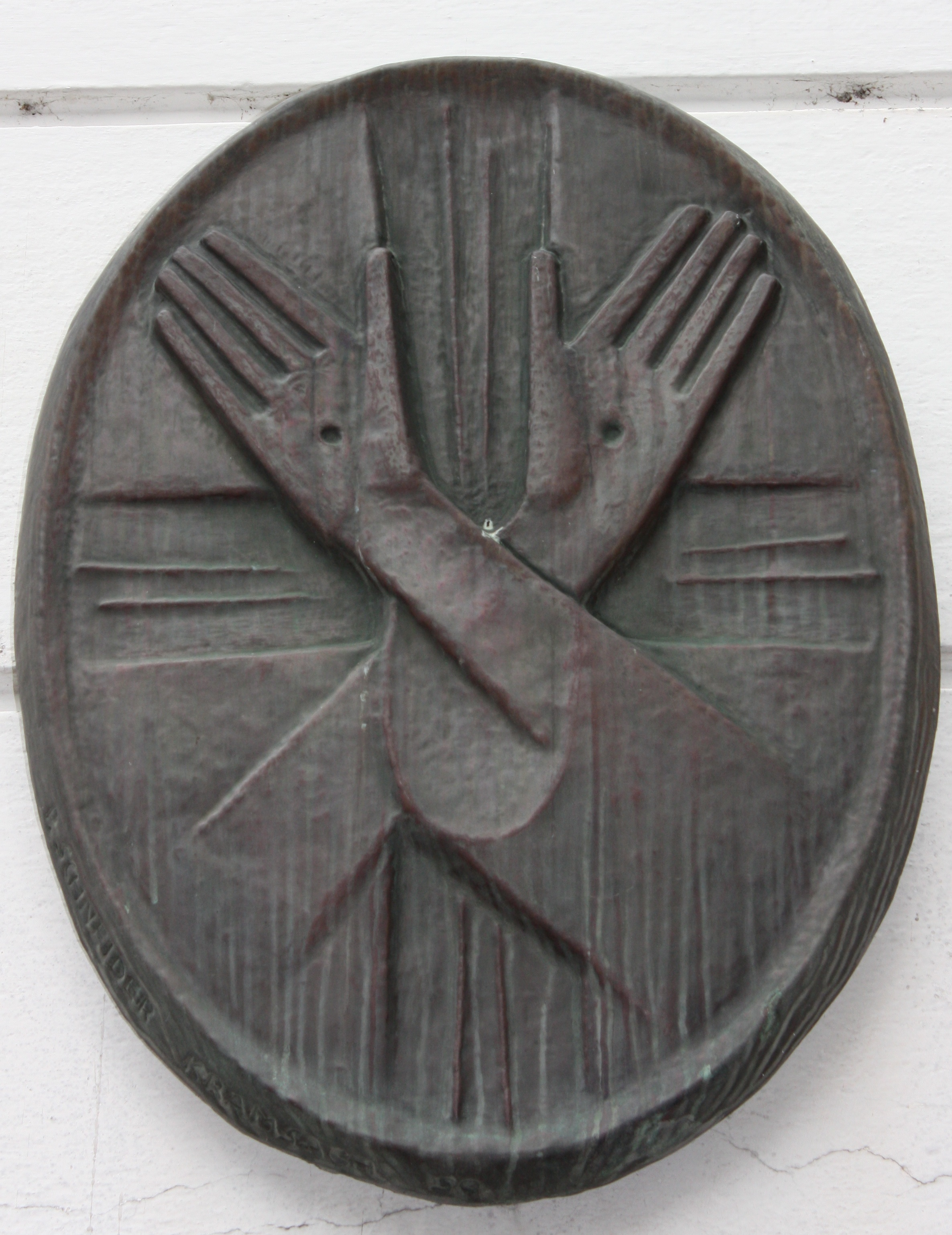
La séquence où Madonna se coupe les mains avec une dague ressemble aux stigmates.

Santiago Fouz-Hernández écrit dans son livre Madonna's Drowned Worlds que la femme noire qui rattrape Madonna lorsqu'elle tombe du ciel dans son rêve, est le symbole de la divinité. Elle aide Madonna tout au long de la vidéo à choisir la bonne décision. Fouz-Hernández remarque aussi des similarités entre Madonna et cette femme divine en termes de vêtements et cheveux qui indiquent que c'est la divinité intérieure de Madonna qui la sauve. Encore une fois, la vidéo cimente Madonna comme une divinité. Après que le saint noir se met à vivre et quitte l'église, Madonna prend sa dague et se coupe les mains. Robert McQueen Grant explique que cela ressemble aux stigmates qui montre que Madonna a un rôle important dans la narration de la rédemption. Les stigmates deviennent un signe de contact avec Dieu, Grant croit que cela représente la réciprocité entre le croyant et la divinité. Durant le second refrain, où on voit la scène de crime en détail, il y a une identification entre Madonna et la victime. Freya Jarman-Ivens, auteur de Madonna's Drowned Worlds, remarque que la femme crie à l'aide quand Madonna chante « When you call my name, It's like a little prayer ». Cependant, Madonna ne fait rien, ce qui montre l'échec de la divinité qui est censée sauver. Selon elle, le regard entre le gang et Madonna montre aussi une complicité et un parallèle avec « Les hommes blancs violent/tuent les femmes, accusent les hommes noirs ; les femmes sont violées/tuées dans des rues sombres la nuit, les hommes noirs sont néanmoins jetés en prison ».
Alors que Madonna chante le couplet intermédiaire au milieu de croix qui brûlent, elle évoque le crime de trois ouvriers dans le film dramatique américain Mississippi Burning. Metz ajoute qu'avec cette scène, quand Madonna danse avec la chorale près de l'autel de l'église, un jeune garçon noir danse avec Madonna. Cette scène représente la seule personne qui a protesté contre les meurtres du Ku Klux Klan dans Mississippi Burning, un homme noir. Metz pense que c'est le symbole de sa protestation qui est transféré à Madonna. La chorale amène Madonna dans l'église et l'on voit ensuite une scène érotique entre le saint et elle. Benson explique que cette scène « guide le spectateur vers une seule conclusion à travers les scènes de croix brûlantes, le visage choqué de Madonna et que les hommes noirs sont punis pour avoir embrassé une femme blanche ». Grant pense que c'est là où le message d'égalité raciale de la vidéo devient la chose la plus poignante. A contrario, lorsque le rideau tombe et que Madonna sourit près des croix, Maury Dean pense qu'on peut envisager une autre explication. Madonna est ici représentée comme une héroïne et que la totalité de la vidéo parle de l'émancipation des femmes.

## Interprétations scéniques

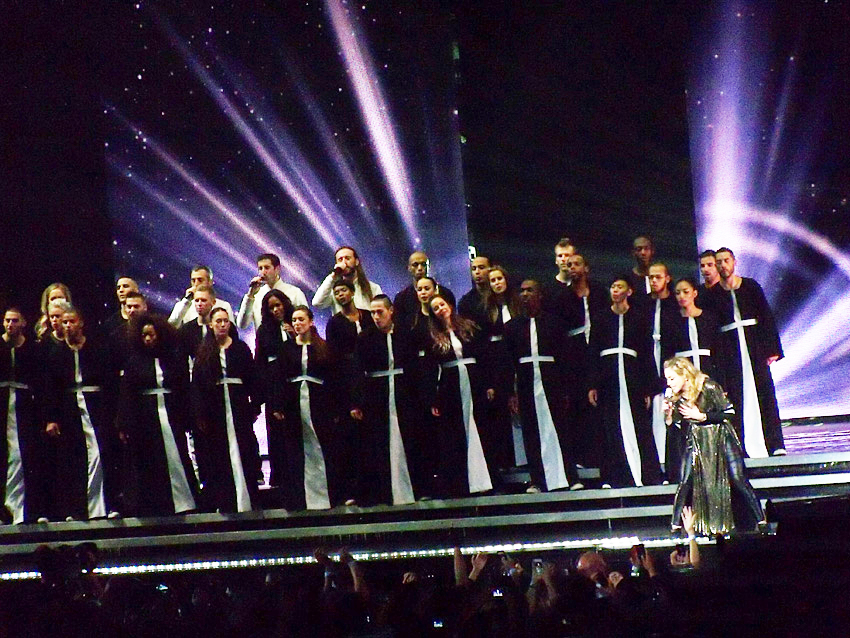
Like a Prayer interprétée lors du The MDNA Tour en 2012.

Madonna interprète Like a Prayer pour la première fois lors du Blond Ambition Tour en 1990, dans la seconde partie du concert juste après Like a Virgin. Après avoir simulé un orgasme dans Like a Virgin, Madonna crie « God » avec un ton interrogatif puis silence. Elle commence à chanter Like a Prayer en enfilant une robe qui ressemble à une croix entre le vêtement d'une veuve méditerranéenne et les robes du clergé. Le lit, qui était présent pour Like a Virgin, a été remplacé par une centaine de cierges. Au début de la chanson, Madonna porte un foulard noir au-dessus de sa tête et s'agenouille au-devant de la scène tandis que les choristes crie « Oh my God » plusieurs fois. Madonna retire son foulard pour montrer un gros crucifix autour de son cou puis elle continue à chanter tandis que les danseurs tournent autour d'elle. La prestation se termine lorsque Madonna prie avec ses danseurs. Deux interprétations différentes sont incluses dans les vidéos Blond Ambition – Japan Tour 90, filmée à Yokohama le 27 avril 1990 et Blond Ambition World Tour Live filmée à Nice le 5 août 1990.
En 2003, Madonna sort son neuvième album studio, American Life. Alors qu'elle promeut l'album, Madonna inclut Like a Prayer et remplace le passage de la chorale par des guitares. Like a Prayer est incluse dans la programmation du Re-Invention Tour en 2004. La prestation commence par Madonna criant : « Let's get this party started » tandis que des images circulent sur l'écran du fond. La chanson ressemble à du gospel car elle demande au public de chanter avec elle pour faire la chorale. La choriste Siedah Garrett chante durant les couplets intermédiaires et l'écran montre une série de lettres hébraïques, indiquant les 72 noms de Dieu. Jim Farber de New York complimente la présence de Madonna dans la chanson. Cette interprétation est disponible dans l'album live I'm Going to Tell You a Secret sorti le 6 juin 2006. Madonna chante la même version de la chanson pour les trois concerts du Live 8 à Londres en juillet 2005. Elle choisit de mettre des vêtements blancs pour l'évènement et est accompagnée d'une chorale vêtue de la même façon. Madonna chante Like a Prayer avec Birhan Woldu, une femme éthiopienne qui a été une enfant malnourrie et filmée lors du documentaire sur la famine en Éthiopie (1984-1985). Sa vie a été sauvée grâce aux dons des téléspectateurs du Live Aid. Roger Friedman de Fox News Channel complimente sa prestation et dit que sa voix est « riche, souple et parfaite ». Inversement, Jill Lawless de Chicago Tribune trouve que sa performance n'est pas inspirée et « cathartique ».
Une version dance de la chanson, présentant des passages de Feels Like Home de Meck, est incluse dans la tournée Sticky & Sweet Tour en 2008-2009 dans la section rave. La phrase de Madonna « feels like home » est remplacée par celle de Meck. Dans la section rave, Madonna porte une perruque courte et un plastron. Madonna danse énergiquement sur scène tandis que la choriste Nicki Richards chante durant l'intermédiaire. L'écran montre un message d'égalité entre les religions par le biais de textes sacrés issus de la Bible, du Coran, de la Torah et du Talmud. La prestation se termine avec la phrase « We all come from the Light and to it shall we return » puis l'écran recouvre Madonna pour qu'elle puisse chanter Ray of Light. Helen Brown de The Daily Telegraph déclare que la prestation est l'un des temps forts de la tournée et Joey Guerra de Houston Chronicle compare les moments où Madonna est sur une plateforme à une superhéroïne. L'interprétation est disponible dans le CD et DVD de la tournée Sticky and Sweet Tour filmé à Buenos Aires entre le 4 et 7 décembre 2008. Le 22 janvier 2010, Madonna reprend une version acoustique de la chanson pour le concert Hope for Haiti Now: A Global Benefit for Earthquake Relief. Jon Caramanica de The New York Times commente : « Depuis 20 ans, cette chanson est devenue le symbole d'une des périodes les plus tumultueuses et controversées de Madonna. Mais pendant cinq minutes, c'était pur, mis en service de quelque chose qui était plus important que la chanteuse ».
En 2012, Madonna a interprété Like a Prayer lors de la mi-temps du Super Bowl XLVI avec Cee Lo Green. Plus tard cette année, la chanson est incluse dans la tournée The MDNA Tour : Madonna chante Like a Prayer comme avant-dernier morceau du concert. Elle est accompagnée de 36 choristes, habillés en tenue de chorale, interprétant Like a Prayer énergiquement pendant que des images représentant une église gothique et des caractères hébreux sont projetés,. Les critiques sont en majorité positives et la plupart d'entre eux considèrent Like a Prayer comme le meilleur moment du spectacle : Jim Harrington du Oakland Tribune, qui a écrit une critique négative du concert, a déclaré que « ce n'est qu'à partir des deux dernières chansons, Like a Prayer et Celebration, que l'affaire prend. » Timothy Finn du Kansas City Star est particulièrement impressionné par l'utilisation de la chorale comme choristes, la considérant comme « le meilleur emploi depuis la chanson I Want to Know What Love Is de Foreigner. » La performance est incluse dans l'album live MDNA World Tour sorti en septembre 2013.
Le 27 octobre 2015, pendant son concert à Inglewod, Californie dans le cadre de son Rebel Heart Tour, Madonna a interprété une version acoustique de Like a Prayer : après avoir commencé le morceau accompagnée de sa guitare, elle enjoint au public de chanter avec elle. Elle réitère cette performance lors de son concert du 14 novembre à Stockholm en Suède en hommage aux victimes des attentats de Paris.

## Reprises
John Wesley Harding (en) reprend la chanson pour la première fois en 1989 pour son extended play God Made Me Do It: The Christmas EP. Loleatta Holloway reprend Like a Prayer en 1999 pour la compilation hommage Virgin Voices: A Tribute To Madonna, Vol. 1. Le groupe DJ Sound Assassins en font une version eurodance pour l'album remix Dancemania Speed 2 sorti au Japon en mars 1999. Le groupe electro-industrial Bigod 20 font une reprise pour la compilation Virgin Voices: A Tribute To Madonna, Vol. 2. La reprise du groupe pop punk Rufio est incluse dans la compilation Punk Goes Pop. Le groupe Mad'House reprennent Like a Prayer dans une version hi-NRG/Eurodance et l'inclut dans leur album Absolutely Mad en 2002. Cette version sort en single et est numéro un en Allemagne, Autriche, Irlande et Pays-Bas et atteint le top 10 en Belgique,, France, Royaume-Uni et Suisse ainsi que le top 20 au Danemark et en Suède. La chanson atteint la seconde place du classement européen. Lavender Diamond en fait une version folk est incluse dans la compilation de 2007 Through the Wilderness et un clip réalisé par Peter Glantz l'accompagne.
Like a Prayer est présente dans un épisode de Glee intitulé La Puissance de Madonna. Elle est interprétée à la fin de l'épisode par la chorale fictive New Directions composée des membres de Glee. La chanson sort en single uniquement sous format téléchargeable sur iTunes et est incluse dans l'EP Glee: The Music, The Power of Madonna. La chanson est 28e en Australie, 27e au Canada, numéro deux en Irlande et seizième au Royaume-Uni. Aux États-Unis, la chanson entre à la 27e position du Billboard Hot 100 et à la dixième place du Hot Digital Songs avec 87 000 téléchargements. Les DJ Meck et Dino font un mashup de leur single Feels Like Home avec Like a Prayer et sortent Feels Like a Prayer. La chanson atteint le top 10 en Belgique (Flandre) et Pays-Bas ainsi que le top 15 en Belgique (Wallonie),,. Aux États-Unis, Feels Like a Prayer entre dans le classement Hot Dance Club Songs à la 36e place et atteint la sixième au bout de sept semaines,. Tori Amos reprend la chanson au Hammersmith Apollo à Londres lors de son Original Sinsuality Tour. L'enregistrement de son interprétation est disponible dans The Original Bootlegs. We are the fallen, un groupe de rock américain, reprend la chanson en 2008. Nick Duerden de Spin dit qu'elle « a tout pulverisé même si elle n'a pas été écrite pour devenir un hymne rock ».

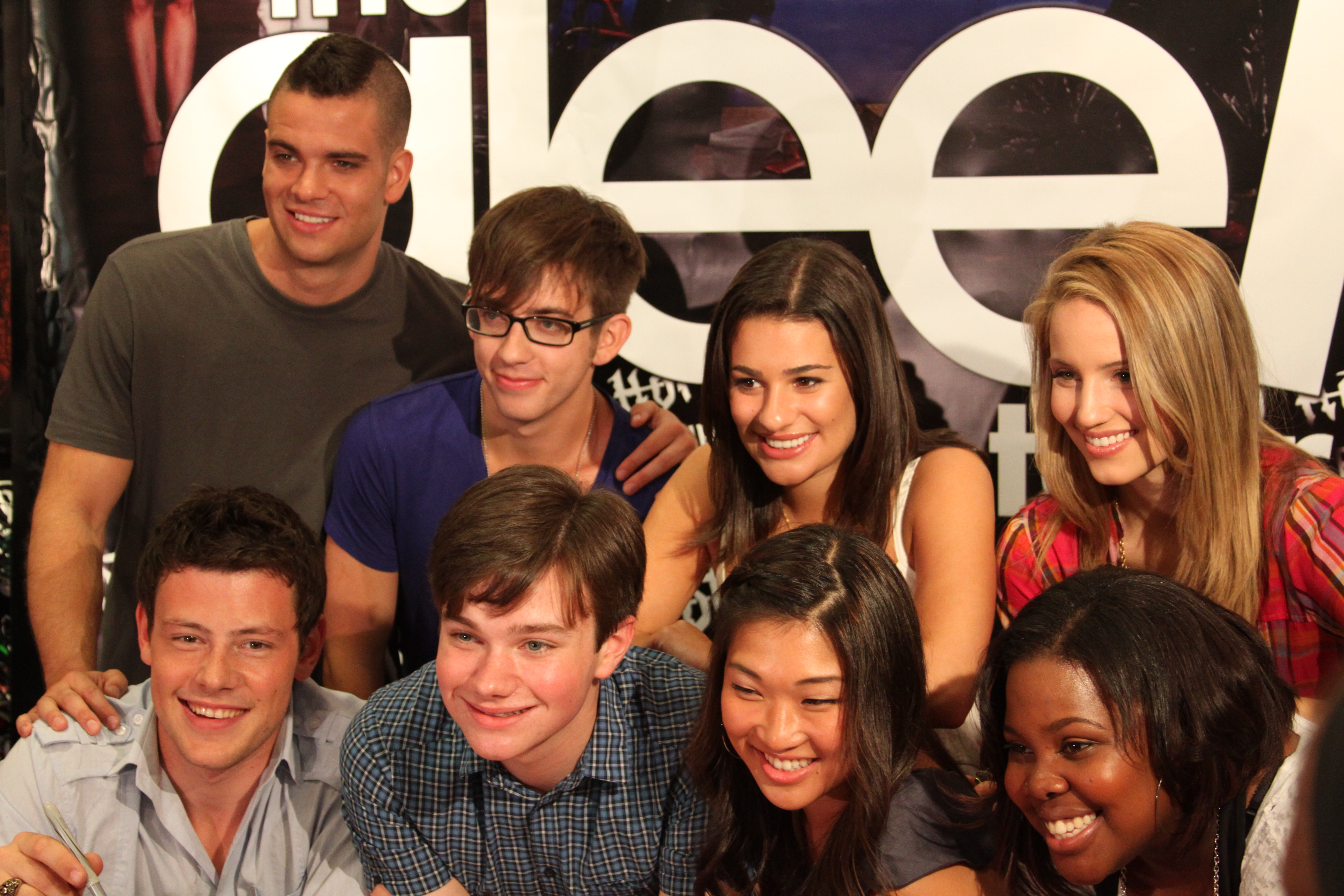
Les membres de Glee reprennent la chanson en 2010 lors d'un épisode dédié à la chanteuse.

En France, Nolwenn Leroy reprend la chanson en ouverture de la tournée de concerts de la Star Academy en 2003. Cette reprise figure sur l'album "Live" enregistré à Lille .

## Postérité
« Like a Prayer est une chanson vraiment importante pour moi. Je sens l'impact que je suis en train de faire. Cette chanson me concerne beaucoup plus que Like a Virgin. Je l'ai écrite et elle sort de mon cœur. C'est une chanson très spirituelle. Je pense que j'avais plus de spiritualité avec le poids des mots et la musique à l'époque où j'ai commencé à enregistrer cette chanson et l'album ».
Like a Prayer est considérée comme l'une des meilleures chansons de Madonna et l'une des meilleures chansons de tous les temps. Elle est à la sixième place de la liste « The 500 Greatest Songs Since You Were Born » de Blender tandis que Rolling Stone la met à la 300e position de la liste « Les 500 plus grandes chansons de tous les temps ». En 2003, le magazine Q invite les fans de Madonna à voter pour le top 20 des meilleures chansons de Madonna. Like a Prayer est en tête de la liste. En 2008, un sondage de MSN impliquant 1 200 fans de Madonna nomme Like a Prayer comme chanson numéro un.
Comme le remarque Campbell, la popularité et le tumulte médiatique autour de la chanson et du clip aident à introduire un facteur très important dans le monde de la célébrité, la publicité libre. L'impact de Like a Prayer est plus ressenti sur l'album studio parent, qui est numéro un des hit-parades une fois sorti en avril 1989. Le clip sert d'émergence du produit du clip comme une entité différente de la chanson qui l'engendre, et d'autres formes expressives qui combinent la chanson, l'image et le mouvement. Judith Marcus fait remarquer dans son livre Surviving the Twentieth Century, Madonna se sert de l'église pour montrer son point de vue de la victimisation. L'impact principal de la vidéo est le fait que Madonna apparaît comme une victime qui « s'émancipe » par elle-même. Elle affirme que la vidéo « attaque » métaphoriquement le discours de l'Église pour le respect des femmes, inculpe un précepte de l'Église sur une dichotomie entre l'âme et le corps, assaillit au même moment le déni de l'Église sur la spiritualité des femmes. Marcus conclut : « Like a Prayer est un espoir pour les femmes victimisées, misérables et défavorisées du monde entier. Elles peuvent trouver le courage dans ce message ». Campbell note que la vidéo ne suit aucune narration définie même s'il y a une pléthore d'images. Il trouve que les séquences où Madonna ne chante pas, mais où on entend sa voix, sont plus intéressantes depuis qu'elles montrent l'évolution rapide du clip et du travail de Madonna, qui sont au-delà du simple effet d'une interprétation scénique, comme c'était le cas pour le clip de son premier single, Everybody ; à ce moment de sa carrière, ces vidéos entrent dans les mémoires.

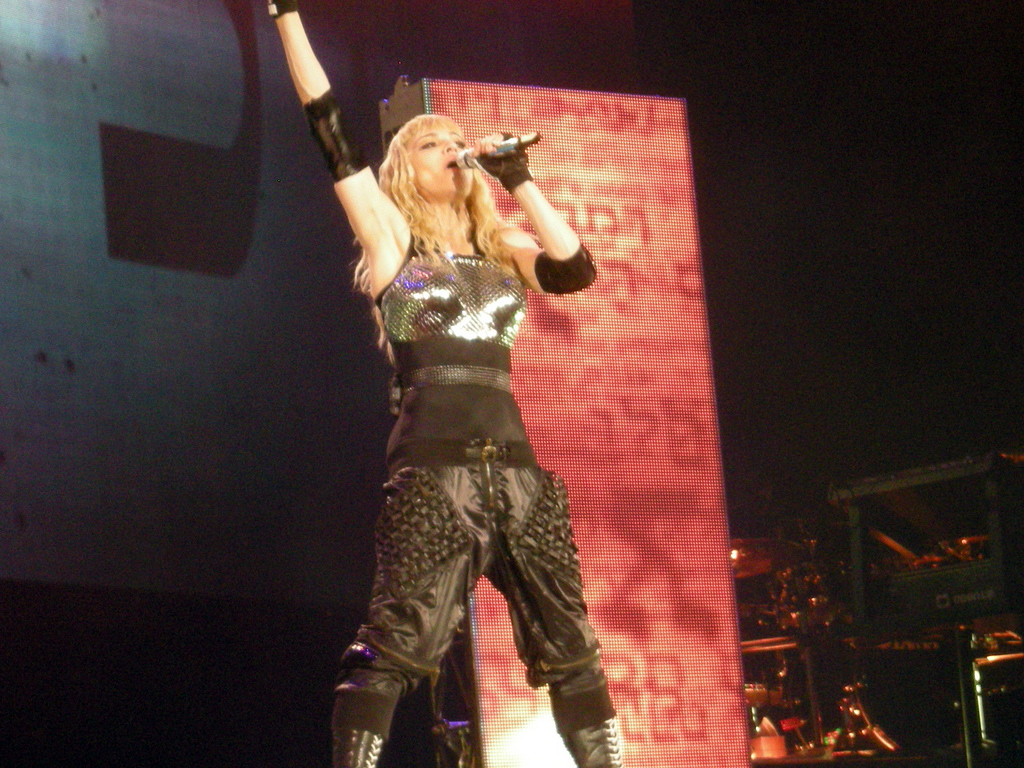
Madonna qui interprète Like a Prayer lors du Sticky & Sweet Tour.

Comme le clip, la chanson fusionne des contradictions musicales diverses. Campbelle pense que la mélodie simple offre une entrée facile pour l'auditeur, des contrastes frappants dans le son, le rythme et la texture attire d'autres publics ciblés. L'usage de la chorale et de l'orgue dans la chanson est un mélange sans précédent de la musique pop et de la musique religieuse qui permet à la musique gospel d'être plus contemporaine qu'avant. En 1999, l'University of Michigan School of Music, Theatre & Dance donne un séminaire sur les différentes implications et métaphores présentes dans la chanson ; le séminaire est tenu par Martin Katz, George Shirley et Michael Daugherty. Le thème principal était sur les différents sens métaphoriques de la chanson comme le mot « like » qui peut être pris dans des contextes différents. Shirley ajoute que quand quelqu'un pense à Like a Prayer, il pense aux aspects visuels, mais les paroles sont plus importantes et renforcent la nature moderne de la vidéo. L'ambiguïté du mot « like » brouille les distinctions entre l'amour et Dieu qui est évident dans la phrase « Like a child, you whisper softly to me ». Katz explique cela plus tard, et trouve que c'est ironique que la vidéo améliore cette ambiguïté en dirigeant l'audience à travers les sous-textes religieux, tandis que la musique ne présente aucune ambiguïté. Il ajoute : « La musique de Like a Prayer est probablement une atténuation qui repousse les limites, le contenu le plus défiant de la vidéo et des paroles ». Le théologien Andrew Greeley situe Like a Prayer dans la tradition du discours mystique érotique, et aime la musique et les hymnes présents dans les textes religieux hébraïques, Cantique des Cantiques. Greeley se focalise plus sur la vidéo, reconnaît le fait que la passion sexuelle est révélée, et complimente Madonna d'avoir glorifié les idéologies de la subjectivité féminine et de la vie de femme dans la chanson.
Taraborrelli commente qu'« en fin de compte, les évènements autour de Like a Prayer ont servi à améliorer la réputation de Madonna en tant que femme d'affaires perspicace, quelqu'un qui sait vendre un produit ». Avant le contrat de Madonna avec Pepsi, les artistes n'avaient pas assez de liberté pour cultiver leur propre liberté artistique par des sponsors, qui voulaient que seul leurs produits soient promus. Madonna, cependant, dit depuis le premier jour qu'elle veut réaliser la publicité à sa manière et Pepsi accepte. Même si la publicité doit promouvoir les cannettes de Pepsi, elle ne veut pas tenir une cannette dans la main, et Taraborrelli commente : « Madonna la pop star le fait à sa manière, Madonna est la femme d'affaires comme convenu ». Elle maintient le fait que la publicité de Pepsi et le clip soient deux produits différents et qu'elle garde son territoire. Taraborrelli remarque qu'après Like a Prayer, le recrutement des stars pop et athlètes pour des cannettes devient banal. Cependant, aucun n'ont généré le même degré d'enthousiasme que le contrat de Madonna avec Pepsi.

## Liste des pistes
| 33 tours aux États-Unis 1. Like a Prayer (7" version) – 5:19 2. Act of Contrition – 2:19 - CD single au Japon 1. Like a Prayer (7" version fade) – 5:07 2. Act of Contrition – 2:19 - 45 tours au Royaume-Uni 1. Like a Prayer (12" dance mix) – 7:50 2. Like a Prayer (Churchapella) – 6:14 3. Like a Prayer (7" remix edit) – 5:41 - 45 tours aux États-Unis 1. Like a Prayer (12" dance mix) – 7:50 2. Like a Prayer (12" extended remix) – 7:21 3. Like a Prayer (Churchapella) – 6:14 4. Like a Prayer (12" club version) – 6:35 5. Like a Prayer (7" remix edit) – 5:41 6. Act of Contrition – 2:19 | - CD promo single aux États-Unis 1. Like a Prayer (7" version) – 5:08 2. Like a Prayer (7" remix edit) – 5:41 3. Like a Prayer (7" dance edit) – 5:25 4. Like a Prayer (12" dance mix) – 7:50 5. Like a Prayer (12" club version) – 6:35 - 45 tours promo single aux États-Unis 1. Like a Prayer (12" dance mix) – 7:50 2. Like a Prayer (Instra dub) – 6:01 3. Like a Prayer (Bass dub) – 5:31 4. Like a Prayer (12" club version) – 6:35 5. Like a Prayer (Dub beats) – 4:39 6. Like a Prayer (7" remix edit) – 5:41 |

## Crédits
Crédits issus de l'album Like a Prayer.
| - Madonna – auteur, producteur, chœurs - Patrick Leonard – auteur, producteur, arrangement, clavinet - Andraé Crouch – chorale, chœurs - Bill Meyers – arrangement - Bruce Gaitsch – guitare acoustique - Chester Kamen – guitare - Chuck Findley – arrangement, cuivre - Dann Huff – guitare - Prince - guitare - David Williams – guitare basse - Dick Hyde – cuivre - Donna De Lory – chœurs - Niki Haris – chœurs - Geary Lanier – clavinet | - Guy Pratt – Basse - Paulinho da Costa – percussion - Herb Ritts – photographe - Christopher Ciccone – designer - Bob Ludwig – mastering - Bill Bottrell – mixage - Shep Pettibone – producteur, remix, ingénieur audio - Michael Hutchinson – ingénieur remix - Dave Way – ingénieur assistant - Fred McFarlane – programmation - Junior Vasquez – ingénieur audio - Bill Bottrell – ingénieur audio, remix - Robert Salcedo – ingénieur |

## Classements et certifications
| Pays                                     | Position | Certification |
| ---------------------------------------- | -------- | ------------- |
| Allemagne                                | 2        | Or            |
| Australie                                | 1        | 2 × Platine   |
| Autriche                                 | 2        | –             |
| Belgique                                 | 1        | –             |
| Canada                                   | 1        | –             |
| Espagne                                  | 1        | Or            |
| Europe                                   | 1        | –             |
| Finlande                                 | 12       | –             |
| France                                   | 2        | Argent        |
| Irlande                                  | 1        | –             |
| Italie                                   | 1        | –             |
| Japon                                    | 30       | –             |
| Norvège                                  | 1        | –             |
| Nouvelle-Zélande                         | 1        | –             |
| Pays-Bas                                 | 1        | Platine       |
| Royaume-Uni                              | 1        | Or            |
| Suède                                    | 1        | Platine       |
| Suisse                                   | 1        | Platine       |
| États-Unis Billboard Hot 100             | 1        | Platine       |
| États-Unis Hot Adult Contemporary Tracks | 3        | Platine       |
| États-Unis Hot Dance Music/Club Play     | 1        | Platine       |
| États-Unis Hot R&B/Hip-Hop Songs         | 20       | Platine       |

| Pays                                 | Position | Année | Période   |
| ------------------------------------ | -------- | ----- | --------- |
| Australie                            | 1        | 1989  | 1988-1989 |
| Autriche                             | 7        | 1989  | 1988-1989 |
| Canada                               | 1        | 1989  | 1988-1989 |
| Europe                               | 1        | 1989  | 1988-1989 |
| Italie                               | 10       | 1989  | 1988-1989 |
| Pays-Bas                             | 13       | 1989  | 1988-1989 |
| Royaume-Uni                          | 10       | 1989  | 1988-1989 |
| Suisse                               | 6        | 1989  | 1988-1989 |
| États-Unis Billboard Hot 100         | 25       | 1989  | 1988-1989 |
| États-Unis Hot Dance Music/Club Play | 10       | 1989  | 1988-1989 |

## Compléments